# Verbascum sundingii
Verbascum sundingii är en flenörtsväxtart som beskrevs av Wolfram Lobin och Porembski. Verbascum sundingii ingår i släktet kungsljus, och familjen flenörtsväxter. Inga underarter finns listade i Catalogue of Life.